# Avori salernitani

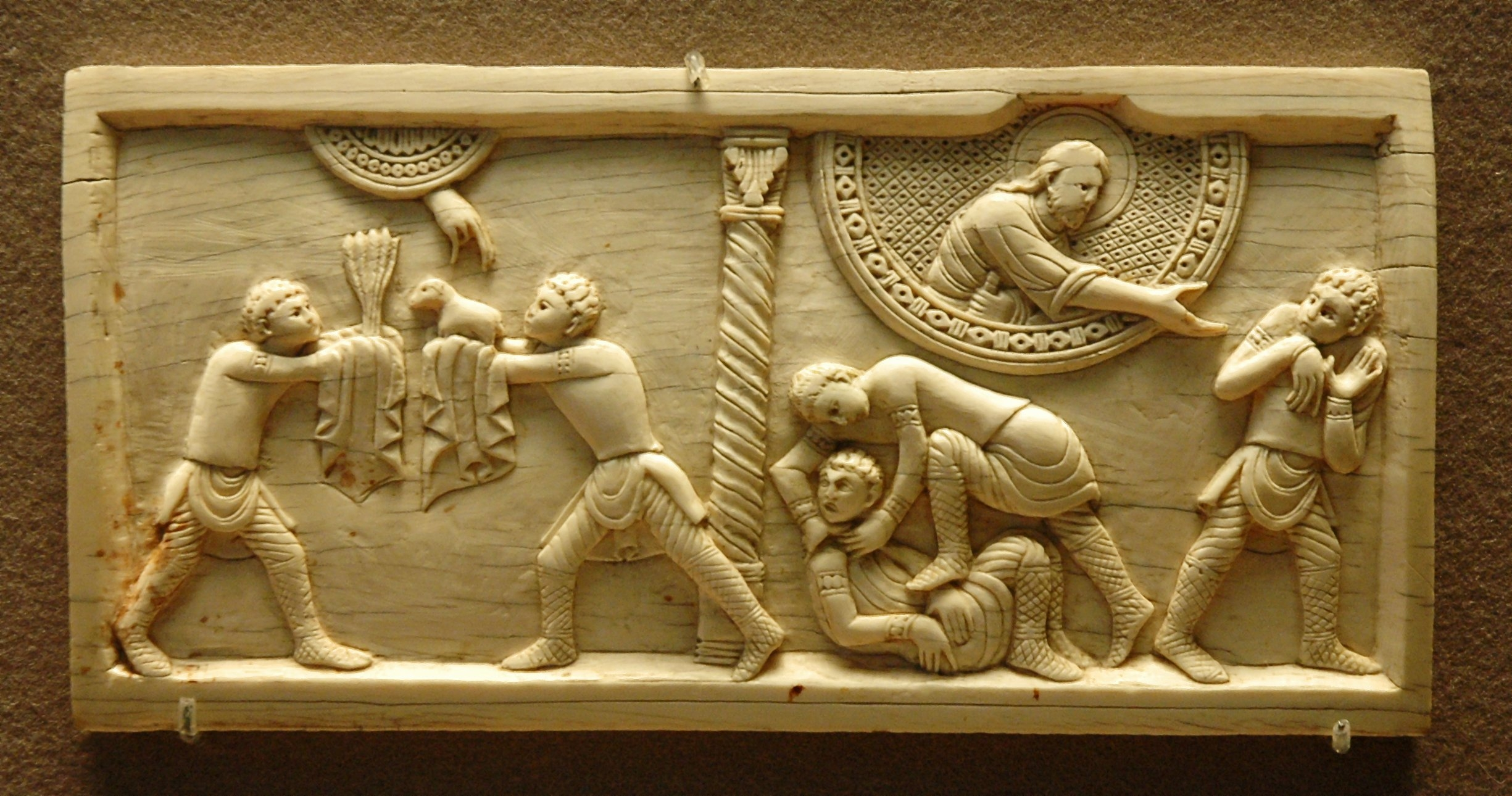
Avorio di Salerno. Pannello conservato al Louvre raffigurante Caino e Abele

Gli Avori salernitani sono un ciclo di 67 tavolette di avorio (in origine erano una settantina) raffiguranti scene del Vecchio e Nuovo Testamento provenienti dalla Cattedrale di Salerno ed esposti per la maggior parte nel locale Museo diocesano. Per la loro quasi completezza e l'eccellente stato di conservazione, rappresentano il ciclo decorativo eburneo più importante al mondo.

## Origine
Non sappiamo chi sia stato a commissionare l'imponente opera, né a cosa fosse esattamente destinata: pare appurato, in base a studi iniziati negli anni trenta e tuttora in corso, che furono realizzati quasi esclusivamente per la Cattedrale salernitana, ove furono sempre custoditi fino alla seconda guerra mondiale.
Nel complesso, il ciclo presenta tre, se non addirittura quattro stili decorativi differenti, tanti quanto si ritiene siano stati gli autori (due per il Vecchio Testamento, almeno altri due, se non tre per il Nuovo) ed anche le loro origini: sono state individuate possibili "maestranze" nordeuropee, arabe e bizantine, con precisi richiami a cicli eburnei prodotti nella vicina Amalfi, ma anche nel Nord Italia (in particolar modo agli Avori di Grado).
La precisa "scelta" degli episodi raffigurati fa comunque intendere che il ciclo non fosse stato concepito come una "Bibbia dei poveri", come per anni s'era erroneamente creduto, ma che dietro gli autori ci fosse una committenza specifica e sicuramente colta, forse ecclesiastica. A conferma di ciò poi, tutte le figure, anche le più umili, non appaiono mai rozze o incolte, ma sempre lavorate con estrema precisione e finezza.

## Tecnica
La tecnica usata è quella dell'incisione diretta sulle tavolette, con molti abbozzi iniziali dell'opera compiuti - e ve n'è ancora traccia evidente - sul retro delle stesse, dopo esser state tenute a bagno nell'aceto per stirarle e renderle più duttili alla lavorazione; a ciò s'aggiunge la tecnica, di derivazione carolingia, della fusione diretta sull'avorio di perline di pasta vitrea nera come decorazione per gli occhi dei personaggi.

## Temi

### Vecchio Testamento

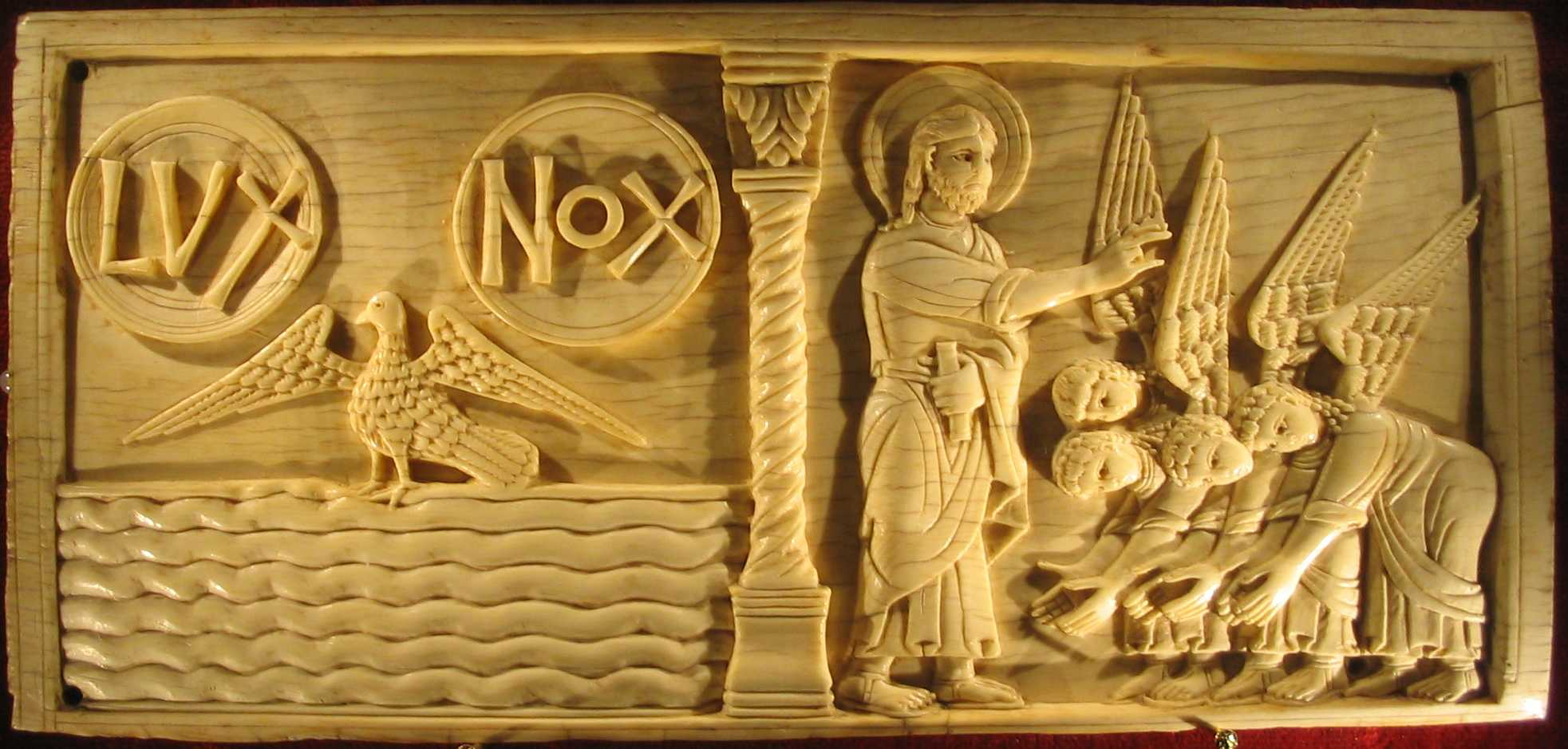
Pannello conservato al Museo diocesano di Salerno raffigurante il primo giorno della Creazione

Il ciclo inizia con le tavolette del Vecchio Testamento che hanno un andamento orizzontale e sono divise in due riquadri per pezzo. Si comincia dalla Separazione della Luce dalle Tenebre e dalla Creazione degli Angeli per arrivare alla creazione dei progenitori e al Peccato Originale; dal Diluvio Universale si passa via via ad altri episodi biblici quali La Torre di Babele, le Storie di Abramo e di Mosè per terminare con la Consegna delle Tavole della Legge. Alcune di queste tavolette non si trovano più a Salerno, ma sono esposte in alcuni dei musei più importanti del mondo: basti ricordare quella con le Storie di Caino e Abele del Louvre di Parigi (presentanti un'originale "invenzione", da parte dell'autore, della morte di Abele che avviene per strangolamento), o quella della Creazione degli animali, segata in due parti, conservate rispettivamente a Budapest e a New York; quest'ultima presenta un ulteriore riferimento all'arte carolingia, giacché tra le bestie è raffigurata una pistrice, ibrido tra volpe e serpente marino tipico della scultura franco-gotica; sul retro della prima, invece, vi è un'iscrizione di cui si parlerà in seguito (vedi capitolo Dispersione e possibile destinazione d'uso).
Come già detto, per via della sua essenzialità ed estrema sintesi, si ritiene che l'autore del Vecchio Testamento possa essere originario del nordeuropa/Italia, e che avesse ben presenti le sculture di quei posti (in particolar modo i rilievi del Duomo di Modena di Wiligelmo, o le sculture del chiostro di Moissac).

### Nuovo Testamento

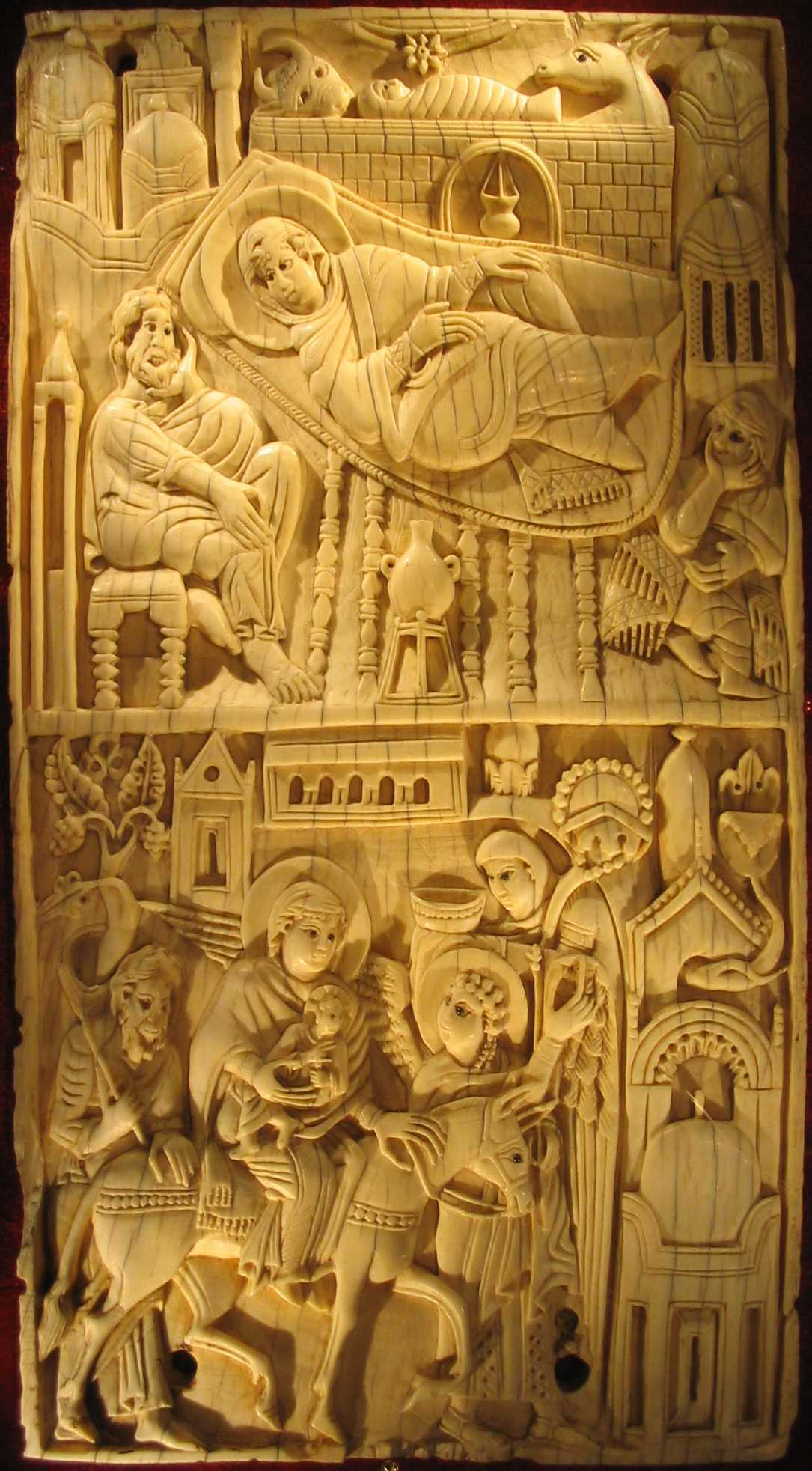
Pannello conservato al Museo diocesano di Salerno raffigurante "La Natività" e "La fuga in Egitto"

A differenza del primo, il Nuovo Testamento colpisce subito per l'andamento: non più orizzontale ma verticale, con le tavolette divise sempre in due episodi, ma stavolta messi l'uno sopra l'altro; ciò fa intuire che, nella posizione originaria del ciclo, esso avesse una funzione diversa, quasi centrale nella composizione. Altro fattore rilevante è lo stile diverso, frutto dell'amalgama tra gli stili di tendenza normanna, araba e bizantina (quest'ultima tendente al recupero dell'arte classica), segno tangibile che l'opera sia attribuibile ad almeno tre maestri, e con una sovrabbondanza decorativa e di sfondi che fa pensare ad una sorta di horror vacui. Vi sono inoltre richiami precisi a Salerno e al mondo orientale, con la città e i templi simili più a minareti e moschee che a chiese cristiane. Fonte iconografica di riferimento sono gli Avori di Grado, ed il vangelo apocrifo di Giacomo.
La prima tavoletta, raffigurante quasi sicuramente un'Annunciazione, è andata perduta, mentre le altre sono tutte conservate. La prima collocabile cronologicamente è quella con La Visitazione nel registro superiore e con I Magi davanti ad Erode in quello inferiore. Si prosegue con Maria che annuncia a Giuseppe la gravidanza ed Il Sogno di Giuseppe, per proseguire con la Natività, La fuga in Egitto (sul cui sfondo è raffigurato il Castello di Arechi, e sul cui retro sono visibili le incisioni-bozzetto originarie) e la Strage degli innocenti (con Sant'Elisabetta e San Giovanni Battista e la montagna che si richiude su di loro proteggendoli). A questo punto compare la figura di Cristo adulto, che esordisce con il Battesimo e le Nozze di Cana per proseguire con vari miracoli (tra cui la Resurrezione del figlio della vedova e di Lazzaro, la Guarigione dei tre infermi, dello storpio e del cieco nato), per poi giungere all'Ultima Cena, alla Crocifissione (a rappresentazione unica) e all'Apparizione alle Marie e alla Incredulità di Tommaso: quest'ultima appare iconograficamente pregiatissima, con un vero e proprio sfondo floreale simul-Liberty nel primo episodio, e con uno dei primi tentativi di trompe-l'œil nel secondo. Chiudono il ciclo l'Ascensione (ancora a figura intera, con tanto di pregiate colonnine decorative) e la Pentecoste, più alcuni medaglioni raffiguranti, singolarmente, gli apostoli e i tre donatori.

## Dispersione e possibile destinazione d'uso
Non sappiamo quando e come sia avvenuta la disgregazione del ciclo e la dispersione delle tavolette. Certo è che, contrariamente a quel che si pensa, poche di esse furono rubate: da qualunque parte della Cattedrale fossero conservate, è certo che un furto, avvenuto sicuramente con degli uncini per staccarli dalla sede originaria (di cui appaiono ancora evidenti i segni sui fianchi di molte, e che quasi sicuramente portarono alla rottura o al grave danneggiamento di varie) e sotto gli occhi di tutti, appare invero poco probabile. Sul retro della tavoletta con La Creazione degli animali conservata a Budapest è incisa, in ungherese, una scritta che recita: «Presa da un antiquario a Napoli, ma proveniente da Salerno, nel 1823»; a meno che non si tratti di un clamoroso furto sacrilego, appare improbabile che un antiquario avesse rubato da una chiesa un arredo sacro così importante e celebre per poi venderlo ad uno straniero. È più probabile che essa, come le altre mancanti all'appello, sia stata regolarmente venduta, ma non esistono documenti che lo provino.
Il paliotto viene citato per la prima volta agli inizi del XVI secolo, quando viene nominata "una grande tavola d'avorio" (cona de ebore magno) sita nella sacrestia della Cattedrale di Salerno: probabilmente si tratta dello stesso pannello che fu visto ed accuratamente disegnato alla metà dell'Ottocento dallo storico dell'arte francese Charles Rohault de Fleury, al quale si deve la prima testimonianza diretta dell'opera in situ, e che probabilmente non era quella originaria: osservando attentamente la grafica, si nota che non tutti gli episodi erano in successione cronologica, ed addirittura alcune tavolette tuttora esistenti non erano neppure presenti nell'opera.
Altra ipotesi, formulata all'inizio degli anni sessanta e ritenuta valida fino al 1980, è quella del tedesco Hans Hempel, secondo il quale gli avori decoravano una cattedra vescovile (se non addirittura allegorica) su modello degli Avori di Grado; contemporaneamente, l'inglese Robert Bergman ha sostenuto che decorassero una porta posta a chiusura dell'iconostasi della Cattedrale salernitana. Altre ipotesi sostengono che ricoprissero una "capsa" reliquiaria, se non addirittura l'antico altare della Cattedrale, ma probabilmente una risposta chiara e definitiva non si avrà mai.

## Conservazione e stato attuale
Il pregio principale degli Avori salernitani sta nella loro conservazione:  infatti, nonostante i quasi mille anni d'età, le tavolette conservano ancora il loro splendido colore giallo paglierino, molto "caldo" nonché gradevole; ciò è probabilmente dovuto al fatto che essi sono stati lucidati spesso, e tenuti lontano da fonti dirette di calore, che li avrebbero inevitabilmente anneriti.
Attualmente (2008) quasi tutte le tavolette sono esposte al Museo diocesano di Salerno, fatta eccezione per le (fortunatamente pochissime) perse ed un'altra decina divisa tra il Louvre di Parigi, il Metropolitan Museum di New York, il Victoria and Albert Museum di Londra, i Musei statali di Berlino (Staatlichen Museen zu Berlin), l'Ermitage di San Pietroburgo e il Museo di Belle Arti di Budapest (Szépmüvészeti Múzeum). Inoltre, dal dicembre 2007 fino al 4 maggio 2008 ha avuto luogo, sempre al Museo diocesano, una bellissima retrospettiva che ha riunito, per la prima volta dopo trent'anni, l'intero ciclo eburneo oltre a parte degli Avori di Grado ed altri pezzi pregiati in tale elemento, di fattura amalfitana e salernitana od ispirati alle botteghe locali.